# Biografielijst Cw

## Cwa

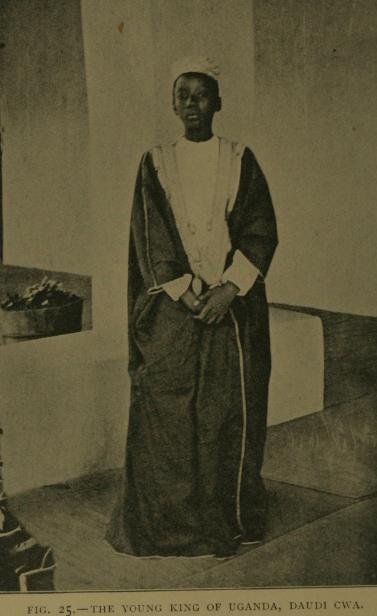
Daudi Cua op jonge leeftijd

- Daudi Cwa II (1896-1939), koning van Boeganda (1897-1939)